# Unbibi
L'unbibi o unbibium és el nom provisional d'un element químic que significa un-dos-dos i el símbol provisional del qual és Ubb, i el seu nombre atòmic, 122. Va ser descobert a la Universitat de Jerusalem.
És el segon element la configuració electrònica del qual en estat estacionari conté un electró en el nivell g, per la qual cosa seria el segon element del bloc g.
L'abril de 2008, es va anunciar que s'havien descobert àtoms d'aquest element en mostres de tori natural però aquest anunci ha estat desestimat davant el resultat negatiu d'experiments similars repetits usant tècniques més precises.

## Història

### Evaporació de neutrons
El primer intent de sintetitzar l'element 122 va ser realitzat per Georgy Flerov et al. en IURN, mitjançant una reacció de fusió en calent:
{\displaystyle \,_{92}^{238}\mathrm {U} +\,_{30}^{66}\mathrm {Zn} \to \,_{122}^{304}\mathrm {Cn} ^{*}\to \ no\ atoms}
No es van detectar àtoms i es va mesurar un camp límit de 5 mb (5,000,000 pb). Els resultats actuals han mostrat que la sensibilitat d'aquest experiment era massa baixa en almenys 6 ordres de magnitud..
El 2000, es va desenvolupar un experiment similar amb una sensibilitat molt més gran a Gesellschaft für Schwerionenforschung
{\displaystyle \,_{92}^{238}\mathrm {U} +\,_{30}^{70}\mathrm {Zn} \to \,_{122}^{308}\mathrm {Cn} ^{*}\to \ no\ atoms}
Aquests resultats indiquen que la síntesi d'elements superpesants segueix sent un repte no aconseguit i calen noves millores en la intensitat del feix i en l'eficiència experimental. La sensibilitat hauria d'augmentar fins a 1 fb.

### Fissió de nuclis composts
Diversos experiments s'han realitzat en el període 2000-2004 en el Laboratori Flerov de Reaccions Nuclears estudiant la fissió característica dels nuclis composts 306122. S'han usat per a això dues reaccions, 248Cm+58Fe i 242Pu+64Ni. Els resultats han mostrat que aquests nuclis sofreixen una fissió en la qual es formen, segons el model de capes nuclears, predominantment nuclis de 132Sn (Z=50, N=82). Es va trobar que el camp per al mecanisme de fusió-fissió era similar per a projectils de 48Ca i 58Fe, la qual cosa indica un possible futur ús de nuclis de 58Fe com a projectils en la formació d'elements superpesants.

## Combinacions Blanc-Projectil que conduirien a nuclis composts deZ= 122
La taula inferior conté diverses combinacions de blancs i projectils que podrien usar-se per formar nuclis composts de Z = 122.
| Blanc | Projectil | CN     | Resultat de l'intent   |
| ----- | --------- | ------ | ---------------------- |
| 208Pb | 94Zr      | 302122 | Pendent de realització |
| 232Th | 74Ge      | 306122 | Pendent de realització |
| 238O  | 70Zn      | 308122 | Sense èxit fins avui   |
| 238O  | 66Zn      | 304122 | Sense èxit fins avui   |
| 244Pu | 64Ni      | 308122 | Pendent de realització |
| 248Cm | 58Fe      | 306122 | Pendent de realització |
| 249Cf | 54Cr      | 303122 | Pendent de realització |

## Reivindicació de descobriment com a element present en la Naturalesa
L'abril de 2008, un grup de científics liderats per Amnon Marinov de la Universitat Hebrea de Jerusalem va afirmar haver trobat àtoms simples de unbibi en dipòsits naturals de tori amb una abundància de 10-11 a 10-12, relativa al tori (d'un a deu àtoms de unbibi per cada bilió d'àtoms de tori.
La reivindicació de Marinov et al. va ser criticada per una part de la comunitat científica, i Marinov va afirmar que ell havia enviat l'article a les revistes Nature i Nature Physics però ambdues ho van retornar sense enviar-ho als seus correctors per ser revisat.
Una crítica de la tècnica, prèviament empleada en la suposada identificació d'isòtops més lleugers de tori per espectrometria de masses, va ser publicada en Physical Review C el 2008. La rèplica del grup de Marinov va ser publicada en Physical Review C després del comentari esmentat.
Una repetició de l'experiment del tori usant un mètode millorat d'espectrometria de masses amb acceleradors de partícules (AMS) va resultar fallida en la confirmació dels resultats, malgrat utilitzar una sensibilitat 100 vegades més gran. Aquest fet llança un dubte considerable sobre els resultats del grup de Marinov amb relació a les seves reivindicacions sobre els isòtops de vida llarga dels elements tori, roentgeni i unbibi.